# 玛丽亚·帕夫洛娃
玛丽亚·叶夫根尼耶芙娜·帕夫洛娃（俄语：Мария Евгеньевна Павлова，2004年8月2日—），俄罗斯、匈牙利女子花样滑冰运动员，2023年加拿大花样滑冰赛双人滑银牌得主、2023年芬兰杯双人滑铜牌得主、2023年埃斯波大奖赛双人滑铜牌得主。